# الغاز الطبيعي في روسيا

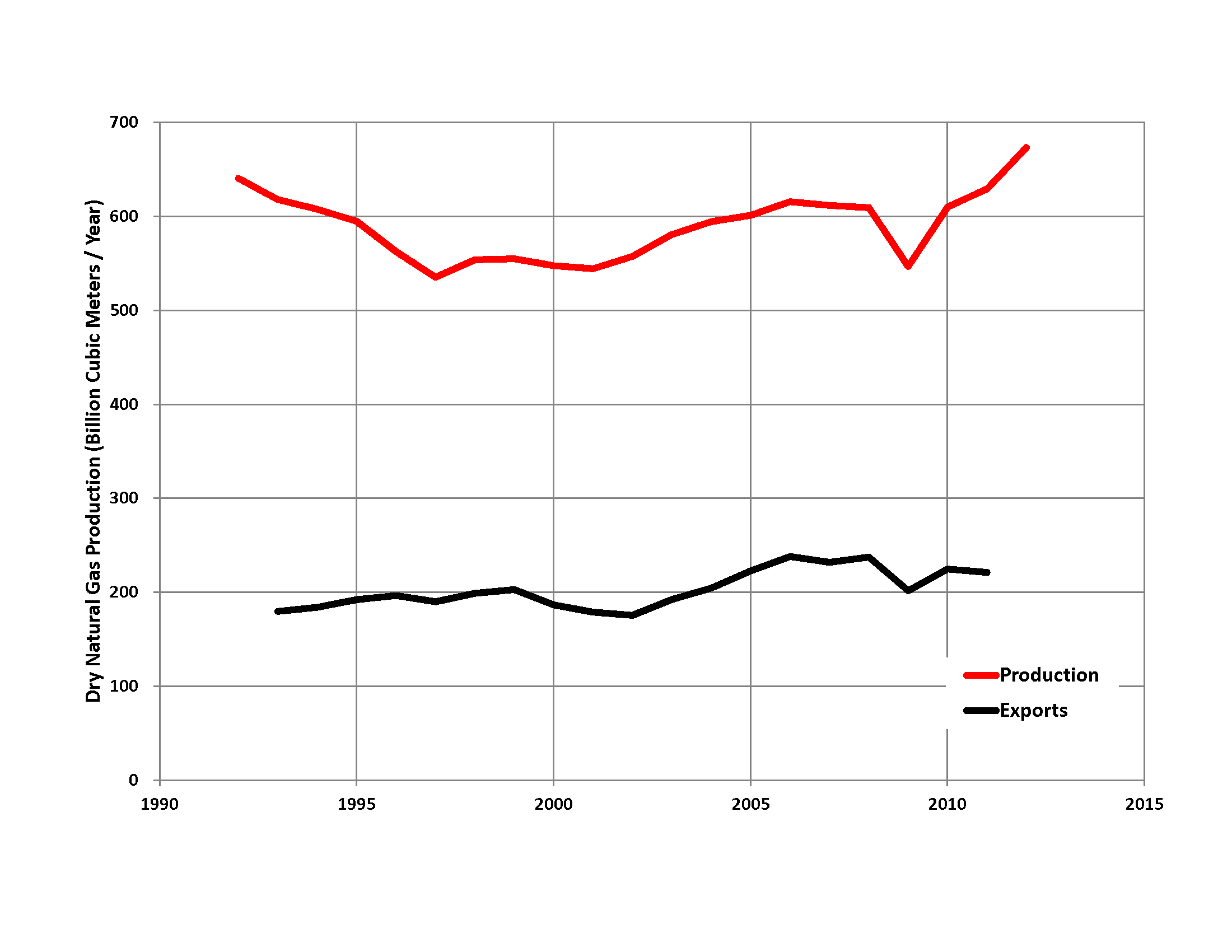
إنتاج روسيا للغاز الطبيعي (بالأحمر) وتصديرها له (بالأسود).

كانت روسيا ثاني أكبر منتج للغاز الطبيعي في العالم خلال عام 2021. إذ بلغ إجمالي هذا الإنتاج ما يقدر بنحو 701 مليار متر مكعب من الغاز في السنة الواحدة، وهي أكبر مصدّر للغاز الطبيعي في العالم، إذ تصدر نحو 250 مليار متر مكعب من الغاز سنويًا. انهار سوق التصدير عقب الغزو الروسي لأوكرانيا في عام 2022. وخفضت روسيا صادراتها بعد أن رفضت الدول تسديد الأموال بالروبل.
تمتلك روسيا أكبر احتياطي مؤكد من الغاز الطبيعي في العالم (يبلغ حجمه 47 تريليون متر مكعب) بحسب ما جاء في تقديرات كتاب حقائق العالم. أما شركة بي بي فتقدر حجم احتياطي روسيا بـ33 تريليون متر مكعب. علاوةً على ذلك، يرجح احتواء روسيا على أكبر رواسب غير مكتشفة للغاز الطبيعي من حيث الحجم بنحو 6.7 تريليون متر مكعب بحسب تقديرات هيئة المسح الجيولوجي الأمريكية لعام 2011. يستهلك الروس ما يقرب من 460 مليار متر مكعب من الغاز سنويًا. وتواجه روسيا مشكلة في إحراق الغاز.

## الدعم الحكومي
يمتد تاريخ الدعم الحكومي للغاز الطبيعي في روسيا لفترة طويلة. كان الدعم الحكومي أحد الأسباب التي أدت إلى محدودية نمو قطاع الطاقة المتجددة في البلاد. غير أن تقدير نطاق هذا الدعم الحكومي كان عسيرًا نظرًا لعدم وجود سعر مرجعي. وكان يستعان بحسابات العائد الصافي في أغلب الأحيان، ولكن ثمة حجج تدحض جدارة هذه الحسابات في تحديد حجم الدعم الحكومي الداخلي.
تولت الحكومة الروسية تنظيم سعر مبيع الغاز الذي تنتجه شركة غازبروم للمستهلكين المحليين والصناعيين منذ عام 1991. كان السعر يقارب التكلفة التشغيلية في بعض الأحيان، وهو ما عنى الحاجة إلى تحصيل قيم صادرات عالية من أجل توليد أرباح تعويضية عن العائد المحلي المتدني.
قدرت الوكالة الدولية للطاقة قيمة الدعم الحكومي للغاز في سنة 2021 بنحو 42 مليار دولار أمريكي، وهو الأكبر في العالم (كذلك قدرت الوكالة الدعم الحكومي للكهرباء بالأكبر من نوعه). ارتفعت أسعار الغاز المحلية في روسيا بنسبة تتراوح ما بين 2% إلى 7% سنويًا خلال الفترة ما بين عام 2014 وعام 2021، وارتفعت هذه الأسعار بنسبة 8.5% في عام 2022. وتوقع ارتفاع الأسعار بنسبة 8% في عام 2023.

## الاستهلاك

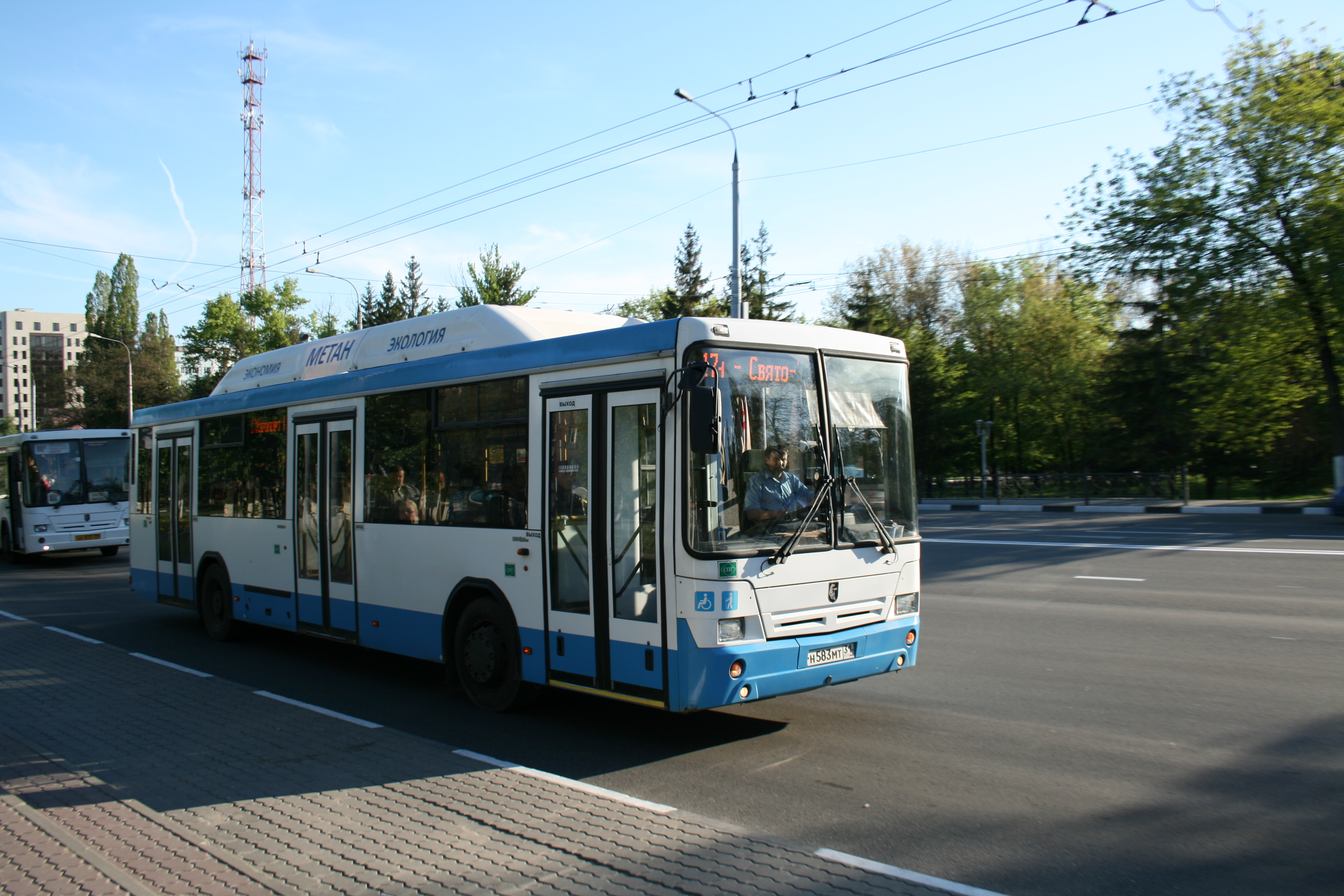
حافلة تعمل بالغاز الطبيعي في بيلغورود، مثال على استخدام الغاز الطبيعي في وسائل النقل العام في روسيا

بلغت نسبة الكهرباء المولدة بالغاز أكثر من 40% في عام 2022.

### السيارات
تشجع الحكومة على استخدام السيارات العاملة بالغاز الطبيعي في روسيا. تبيع شركات مثل إيتالغاز حقائب تجهيزات بديلة لتحويل السيارات للعمل على الغاز الطبيعي، في حين تبيع شركة غاز غروب بعض المركبات المزودة بأنظمة للعمل على الغاز الطبيعي. كان لدى غازبروم شبكة مؤلفة من 254 محطة تعبئة في البلاد اعتبارًا من أواخر عام 2016، وثمة خطط تهدف للوصول إلى 500 محطة بحلول عام 2020. تصنع شركة نيفاز حافلات تعمل على الغاز باستعمال محركات دايملر. طرحت نسخة من سيارة لادا فيستا تعمل بالغاز الطبيعي في عام 2017.

## الإحراق
تحرق روسيا الغاز بمعدل أعلى من أي بلد آخر. ازداد مستوى الإحراق في عام 2022، وذلك عقب خسارة روسيا لخطوط أنابيب التصدير التي تربطها بالاتحاد الأوروبي، والتي تنقل 1.6 مليار متر مكعب في السنة، وهو ما يؤدي إلى انبعاث 9,000 طن من ثاني أكسيد الكربون يوميًا.

## الصادرات

### الاتحاد الأوروبي
حصل الاتحاد الأوروبي على 50% من حاجته من الغاز الطبيعي من روسيا خلال عام 2020، ونحو 40% خلال عام 2021 (140 مليار متر مكعب). بدأت روسيا بتقييد إمدادات الغاز إلى الاتحاد الأوروبي عقب غزو أوكرانيا لمعاقبة الدول الداعمة لأوكرانيا في عام 2022. لم تخضع إمدادات الغاز للعقوبات الأوروبية، وذلك على الرغم من تقييد نظام الدفع. خفضت ألمانيا، التي كانت المشتري الرئيسي للغاز الروسي، من وارداتها، ومن ثم أوقفتها، بحلول شهر ديسمبر من عام 2022، وهو ما فعلته معظم دول الاتحاد الأوروبي الأخرى. اشترى الاتحاد الأوروبي 60 مليار متر مكعب من الغاز الروسي في عام 2022.
كان إنتاج الغاز الروسي خلال عام 2022 أقل بنسبة 20% عن عام 2021. يحتمل أن تمضي سنوات قبل أن تجد روسيا مشترين بديلين لسوق التصدير الأوروبية الضائع والبالغ حجمه 120 مليار متر مكعب.
يهدف الاتحاد الأوروبي إلى قطع واردات الغاز الروسية التي تشمل الغاز الطبيعي المسال بحلول عام 2027.

### الصين
أعلنت روسيا والصين عن التوصل لاتفاق بين شركتي الغاز الحكومتين غازبروم ومؤسسة البترول الوطنية الصينية بتاريخ 21 مايو عام 2014، وجاء ذلك بعد عقد من المفاوضات. ستقوم روسيا بتزويد الصين بـ38 مليار متر مكعب من الغاز الطبيعي سنويًا لمدة 30 عامًا بدءًا من عام 2018 بموجب ما جاء في الاتفاق. سوف يتحمل البلدان مسؤولية بناء بنية تحتية جديدة لجعل عملية النقل ممكنة. إذ ستنفق روسيا نحو 55 مليار دولار أمريكي على بناء خط أنابيب يصل ما بين سيبيريا ومدينة فلاديفوستوك، في حين ستنفق الصين 20 مليار دولار أمريكي على البنية التحتية الواقعة ضمن حدودها. يفتقر حقلا كوفيكتا وتشاياندا -اللذان سيزودان غالبية الغاز الطبيعي- للتطوير إلى حد كبير في الوقت الراهن.
أبرمت عدة اتفاقات مؤقتة منذ عام 2005، غير أن المفاوضات النهائية باءت بالفشل في كل مرة بسبب الخلاف على السعر. لم يكشف عن السعر المتفق عليه، ولكن ذكر أولئك الذين اطلعوا على الوضع أن واحدًا من مطالب الصين الرئيسية في المفاوضات كان الحصول على سعر أدنى من المشترين الأوروبيين. ومع ذلك، قال الممثلون الروس أن السعر عرضة للتذبذب بالاستناد على سعر النفط في السوق، وهو ما يجعل الصفقة أقرب إلى ما أرادته روسيا مما طلبته الصين. قدرت القيمة الإجمالية للصفقة بنحو 400 مليار دولار أمريكي. من شأن الصفقة زيادة الصادرات الروسية إلى البلدان غير الأعضاء في الاتحاد السوفيتي السابق بنسبة 25%، وجعل الصين أكبر مستهلك بعد ألمانيا.
أبرم الاتفاق أثناء اجتماع للقادة الصينيين والروس لمناقشة توسيع آفاق التعاون في آسيا دون إشراك القوى الغربية. اعتبر هذا الاتفاق نصرًا سياسيًا واقتصاديًا هامًا للرئيس الروسي فلاديمير بوتين. ويتيح لروسيا تنويع أعمالها التجارية الطبيعية خارج أوروبا وإضعاف تأثير العقوبات الاقتصادية التي فرضها الغرب في أعقاب أزمة القرم سنة 2014. كذلك تتيح لروسيا تخفيف عزلتها بفعل الأزمة الحاصلة في أوكرانيا على وجه العموم. أما بالنسبة للصين، تساعدها الصفقة على خفض اعتمادها على الفحم لإنتاج الطاقة الكهربائية عن طريق اللجوء إلى استعمال وسيلة أنظف لتوليد الكهرباء من خلال الغاز الطبيعي. كذلك تسهم في تلبية الطلب المتزايد على الغاز الطبيعي في البلاد.
كلف ببناء خط أنابيب قوة سيبيريا في شهر ديسمبر من عام 2019. تبلغ قدرة النقل القصوى للخط 61 مليار متر مكعب في السنة الواحدة، ويمتد على مسافة قدرها 3,968 كيلومترًا (2,466 ميلًا) حتى الحدود الصينية ليرتبط مع خط أنابيب آخر يبلغ طوله 3,371 كيلومترًا (2,095 ميلًا) لتوزيع الغاز ضمن الصين.
اقترح إنشاء خط أنابيب جديد تحت اسم قوة سيبيريا 2 في الفترة ما بين عام 2024 وعام 2029. وستبلغ سعته السنوية 50 مليار متر مكعب، وسيمتد على مسافة قدرها 6,700 كيلومترًا (4,200 ميلًا) عبر روسيا ومنغوليا والصين.